# ラッソ・ヨーロピアン・ライカ

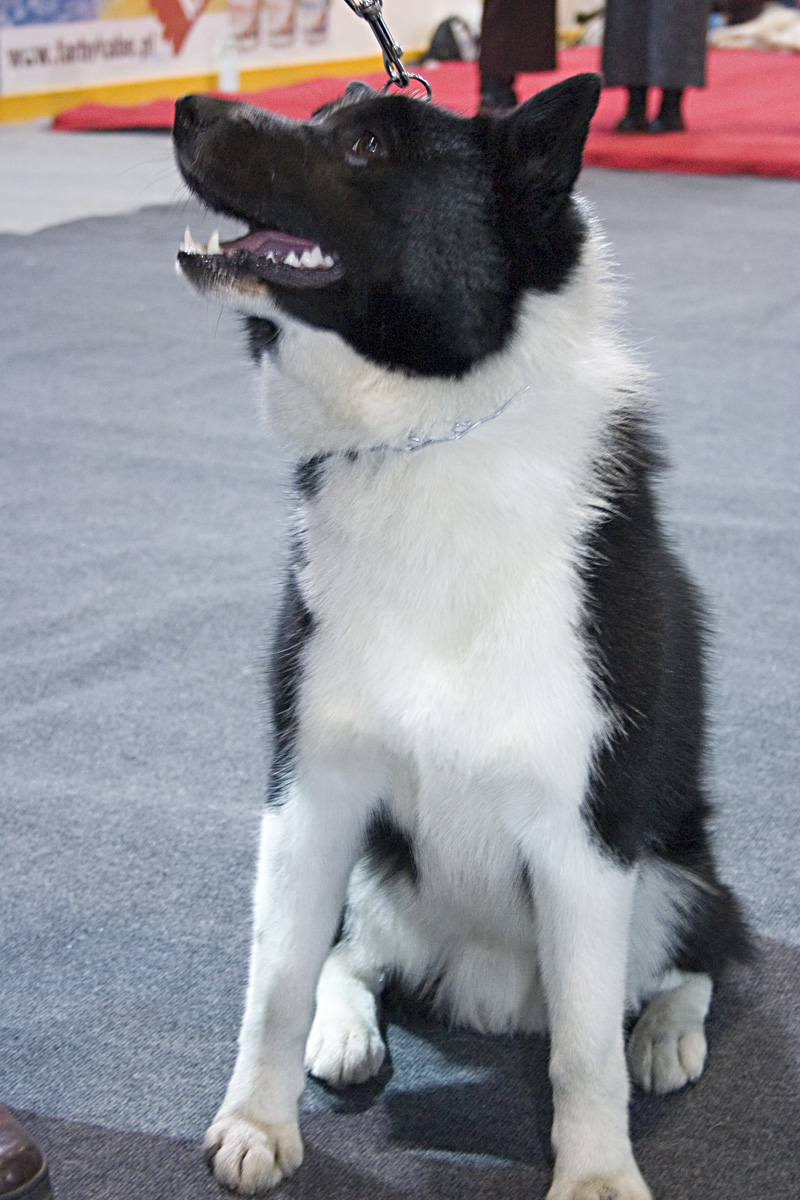
ラッソ・ヨーロピアン・ライカ

ラッソ・ヨーロピアン・ライカ（英：Russo-European Laika）は、ロシアの国境地帯（カレリアに接する地域）原産のライカ犬種である。

## 概要
犬種名の「ラッソ・ヨーロピアン」の部分はスペル間にハイフンが付いていることに伴い、ハイフンもしくはダブルハイフンでつなげて表記されることもある。
別名はルッソ・ヨーロピアン・ライカ（同スペル）、ロシアン・ヨーロピアン・ライカ（英：Russian European Laika）、カレリアン・ライカ（英：Karelian Laika）、ライカ・ルシュッシュ・オイロペシュ（英：Laika Russich Europaisch）、ルスコー・エウロペイヤスカ・ライカ（英：Rsko-Europeiskaja Laika）。旧称はカレリアン・ベア・ライカ（英：Karelian Bear Laika）。
カレリアン・ベア・ドッグは、これの兄弟種である。

## 歴史
ラッソ・ヨーロピアン・ライカは、もともとはフィンランドのカレリアン・ベア・ドッグと同一の犬種であった。カレリア地方に古くから存在していた地犬で、ハンターに広く長く愛されていた。
しかし、このことが皮肉にも大きな論争を起こす原因となってしまった。ロシア革命が起こり、フィンランドとロシアの国境がはっきりと定められることになり、国境地帯であったカレリア地方はロシアとフィンランドに分断されてしまった。これに伴ってその犬をフィンランドとロシアのどちらの国に所属させるかについて論争が行われるようになった。当時名犬種として名高かったカレリアンを奪われまいとするフィンランドと、自国の犬として認可することで誉れを得ようとするロシアは互いに一歩も譲らず、最終的にはフィンランド側の犬とロシア側の犬はそれぞれ独立し、別の犬種として歩んでいくことが決定された。
それによってフィンランドでは純粋繁殖が継続され、カレリアン・ベア・ドッグのまま保存されることになったが、ロシアでは改良が加えられて別の犬種として生まれ変わることになった。より強く、より「ライカらしい」犬を目指す目的で行われた改良が施され、ロシアでは獰猛であることで有名なウチャック・シープドッグ（英：Utchak Sheepdog）という犬種などが掛け合わされ、より実用犬として使うのに都合がよいように改良された。そうして1940年代に誕生したのが本種である。ちなみに、誕生当時の名称はカレリアン・ベア・ライカであったが、カレリアン・ベア・ドッグとややこしく紛らわしいとクレームが付き、現在の名前に改名された。
本種もカレリアン・ベア・ドッグと同じく熊などの猟にも使われるが、こちらは通常ノウサギやテンなどの小型哺乳類を単独で狩る。主人に付き添って猟を行う。主人に付き添いながら歩いて獲物を捜索し、発見すると大きな声で吠え、主人に知らせてから獲物を走って追いかけ、噛み止めを行って獲物が逃げられないようにその場にとどめさせた。そこへ主人が駆けつけて猟銃で止めを刺し、狩猟が完了する。尚、場合によっては主人が到着する前に熊を倒してしまうこともある。
近年ショードッグとしても注目されるようになってきたが、現在も多くは実用犬として飼育されていて、原産地では人気の高い犬種である。しかし、他の地域ではあまり飼育されておらず、ペットとして飼われているものは稀である。

## 特徴
カレリアン・ベア・ドッグに比べると更に実用に特化した生粋の猟犬種で攻撃的、サイズはやや小さく、目の位置が異なり、毛色の白黒の割合が個体によって大きく異なる。日本犬のようなスピッツタイプの犬種で、筋肉質で引き締まった丈夫な体を持つ。耳は立ち耳、尾は巻き尾。コートは厚いショートコートで寒さに強く、毛色はブラック・アンド・ホワイトのみ。先に述べたように毛色の黒と白の割合は大きな個体差があり、稀ではあるがほとんど白であったり黒であったりする個体も存在する。しかし、もちろんスタンダード（犬種基準）では白と黒の黄金比が記されている。体高は雄52〜58cm、雌50〜56cmで、体重は雌雄ともに20〜23kgの中型犬。性格は主人に対して忠実で愛情深いが、主人と家族以外の人にはなかなか懐くことが無く、攻撃的な態度も見せる。猫や小動物を見つけると、猛烈に吠えて追いかけたくなる習性を持つ。警戒心は強く、自分がリーダーと認めたものにのみ服従する。しつけは主人からしか受け付けないが状況判断力が優れていて、いざという時には主人家族の事を命がけで守ろうとする勇敢さも持っている。生粋の猟犬種であるため、飼育の際には必ずしっかりとした訓練をしておくことが必要である。
又、ライカ犬種のひとつであるため、カレリアン・ベア・ドッグよりも吠え声が大きく、よく吠える。このため、都心部での飼育はかなり難しい。主に吠えるのは主人に物事や自分の気持ちを伝える時と、来客があった時などであるが、暇な時や遊んでいるときにもよく吠える。やはりカレリアン・ベア・ドッグと同じく、来客があった時の吠えはしつけをしてやめさせることが可能だが、主人に物事や自分の気持ちを伝えたい時の吠えは人間が他者に話して伝えることと同様のものであり、とめることはできない。そのタイプの吠えをやめさせると口封じをされたような状況になり、言いたいことが言えなくなり、ストレスがたまって体調を崩したり、最悪の場合破壊行動に繋がってしまう事もある。
運動量はとても多く、短い散歩では全く物足りず、長い散歩をして沢山遊んであげることが不可欠である。猟犬としての気質や吠え声、運動量の多さなどから、初心者には飼育できない犬種である。